# 6 passi nel giallo
6 passi nel giallo (nota anche come Sei passi nel giallo) è una serie antologica italo-maltese, trasmessa in prima visione da Canale 5 nel 2012.

## Episodi
| Stagione       | Episodi | Prima TV |
| -------------- | ------- | -------- |
| Stagione unica | 6       | 2012     |

## Produzione
6 passi nel giallo è composta da film per la televisione indipendenti, legati tra di loro soltanto dal genere, ovvero il giallo e il thriller: ogni film TV, infatti, affronta una diversa declinazione del tema, dal poliziesco al noir fino all'horror.
La serie si rifà abbastanza esplicitamente all'eredità del giallo all'italiana degli anni settanta e ottanta, reso famoso nel mondo da registi come Mario Bava, Enzo Castellari, Lucio Fulci e Antonio Margheriti, che qui vedono raccolta la loro eredità dai figli, Edoardo Margheriti, Lamberto e Roy Bava, che hanno curato la regia dei film TV; i figli d'arte hanno comunque girato gli episodi tenendo conto del pubblico della prima serata televisiva, non eccedendo in maniera eccessiva nei momenti di brivido e paura.
La fiction è stata girata a Malta e in lingua inglese, sia per via della distribuzione internazionale, sia per il fatto che la formula dei film TV vede la presenza di attori del panorama televisivo italiano (Jane Alexander, Antonio Cupo, Adriano Giannini, Veronica Lazar, Ana Caterina Morariu, Daniele Pecci, Giorgia Surina, Andrea Osvárt, Nicolas Vaporidis) accanto a volti noti della serialità nordamericana (Craig Bierko, Rob Estes, Erica Durance, Katrina Law, Kevin Sorbo).